# 東京社会福祉士会
公益社団法人東京社会福祉士会（こうえきしゃだんほうじんとうきょうしゃかいふくししかい、英称 Tokyo Association of Certified Social Workers）は、東京都の社会福祉士を会員とする法人。
ロゴマークは他の道府県社会福祉士会が日本社会福祉士会のものを使用しているのに対し、本会は独自のロゴマークを使用している
。

## 本部所在地
- 東京都豊島区南大塚3丁目43番11号　福祉財団ビル5階

## 地区社会福祉士会
- 区部東ブロック
  - 江東社会福祉士会、荒川社会福祉士会、あだち社会福祉士会、かつしか社会福祉士会、江戸川社会福祉士会
- 区部西ブロック
  - 杉並社会福祉士会、渋谷社会福祉士会、新宿区社会福祉士会、なかの社会福祉士会
- 区部南ブロック
  - おおた社会福祉士会、世田谷社会福祉士会、目黒社会福祉士会、品川社会福祉士会、中央５区社会福祉士会
- 区部北ブロック
  - 板橋区社会福祉士会、ねりま社会福祉士会、北区社会福祉士会、豊島社会福祉士会、文京社会福祉士会
- 多摩南ブロック
  - 八王子社会福祉士会、町田社会福祉士会、府中社会福祉士会、調布社会福祉士会、いなぎ社会福祉士会、多摩社会福祉士会、日野社会福祉士会、こまえ社会福祉士会
- 多摩北ブロック
  - 西多摩社会福祉士会、清瀬・東久留米社会福祉士会、立川社会福祉士会、三鷹武蔵野社会福祉士会、昭島社会福祉士会、国分寺社会福祉士会、東大和武蔵村山社会福祉士会、こだいら社会福祉士会、西東京市社会福祉士会、東村山社会福祉士会、くにたち社会福祉士会、小金井社会福祉士会
- 島しょブロック
  - 三宅島社会福祉士会、八丈町社会福祉士会

## センター
- 生涯研修センター
- 調査研究センター
  - 権利擁護委員会
  - 子ども家庭支援委員会
  - 司法福祉委員会
  - 就労支援委員会
  - 電話相談事業研究開発委員会
  - 地域包括支援センター委員会
  - 障害者支援委員会
  - 国際委員会
  - 災害福祉委員会
  - 低所得者支援委員会
  - 独立・開業型委員会
  - 自殺予防ソーシャルワーク委員会
- 権利擁護センター「ぱあとなあ東京」
- ソーシャルワーク協働事業センター
  - 生活困窮者自立支援事業
  - 福島県復興支援員委託事業
  - 避難者住宅確保・移転サポート事業
- 事業推進センター
  - 養成支援事業部
  - 福祉サービス第三者評価事業部
- 地区支援センター

## 受託事業
- 新宿区拠点相談事業（相談所とまりぎ）[2]

区役所敷地内にある相談所で路上生活者に対する相談支援業務を中心に区内を巡回しての相談支援も行う。
- 新宿区自立相談支援事業[2]

区民に対して生活困窮者自立支援法に基づく自立相談支援事業・住居確保給付金・家計改善支援事業にかかる業務を提供する。
- 狛江市自立相談支援事業[2]

市民に対して生活困窮者自立支援事業の自立相談支援事業・こどもの学習支援事業・就労準備支援事業・家計改善支援事業にかかる業務を提供する。